# 風にさらわれた恋
| 専門評論家によるレビュー      | 専門評論家によるレビュー |
| レビュー・スコア              | レビュー・スコア         |
| 出典                          | 評価                     |
| ----------------------------- | ------------------------ |
| オールミュージック            | [ 1 ]                    |
| Christgau's Record Guide      | B–                       |
| ローリング・ストーン          | (average)                |
| The Rolling Stone Album Guide | [ 4 ]                    |
| Stereo Review                 | [ 5 ]                    |

『風にさらわれた恋』（Hasten Down the Wind）は、リンダ・ロンシュタットが1976年に発表した7枚目のスタジオ・アルバム。

## 概要
ロンシュタットにとって3枚連続のミリオンセラーアルバムとなった。彼女はこの偉業を達成した最初の女性アーティストである。アルバムは1977年に最優秀女性ポップ・ボーカル・パフォーマンス賞でグラミー賞を受賞した。 1974年の『悪いあなた』と1975年の『哀しみのプリズナー』のそれまでにプロデュースしていた伝統的なカントリーロックサウンド主体の路線から、新しいソングライターを紹介する方向に進んでいる。前作よりもシリアスかつ感動的なアルバムとして批評家の称賛を獲得した。 

このアルバムでは、ウォーレン・ジヴォン （「風にさらわれた恋」）やカーラ・ボノフ（「誰か私のそばに」）と言った シンガーソングライターとしてすぐに高い名声を得たアーチストの作品が含まれている。 また、アルバムにはライ・クーダーが1974年のアルバム『パラダイス・アンド・ランチ』のために再アレンジしたワシントン・フィリップスの「おしゃべり屋」のようなカバー曲の再カバーも含まれていた。 故パッシー・クラインの古典的な「クレイジー」のリワークは、1977年初頭にロンシュタットにカントリーチャートのトップ10入りをもたらした。 
プラチナアルバムとなるサードアルバム、『風にさらわれた恋』は ビルボードアルバムチャートのトップ3に数週間とどまった。 また、リンダの4枚のナンバー1カントリーアルバムの2番手となるアルバムである。 

## トラックリスト
| #         | タイトル                                         | 作詞・作曲                                                           | 時間  |
| --------- | ------------------------------------------------ | -------------------------------------------------------------------- | ----- |
| 1.        | 「またひとりぼっち」(Lose Again)                 | カーラ・ボノフ                                                       | 3:34  |
| 2.        | 「おしゃべり屋」(The Tattler)                    | ライ・クーダー ラス・ティテルマン ワシントン・フィリップス           | 3:56  |
| 3.        | 「彼にお願い」(If He's Ever Near)                | カーラ・ボノフ                                                       | 3:15  |
| 4.        | 「ザットル・ビー・ザ・デイ」(That'll Be the Day) | ジェリー・アリソン （ 英語版 ） バディ・ホリー ノーマン・ペティ      | 2:32  |
| 5.        | 「ロ・シエント・ミ・ビーダ」(Lo Siento Mi Vida)  | リンダ・ロンシュタット ケニー・エドワーズ ギルバート・ロンシュタット | 3:54  |
| 6.        | 「風にさらわれた恋」(Hasten Down the Wind)       | ウォーレン・ジヴォン                                                 | 2:40  |
| 合計時間: | 合計時間:                                        | 合計時間:                                                            | 19:51 |

| #         | タイトル                                          | 作詞・作曲                                     | 時間  |
| --------- | ------------------------------------------------- | ---------------------------------------------- | ----- |
| 1.        | 「バビロンの河」(Rivers of Babylon)               | ブレント・ドー トレバー・マクノートン          | 0:52  |
| 2.        | 「ハートをください」(Give One Heart)              | ジョン・ホール （ 英語版 ） ジョアンナ・ホール | 4:07  |
| 3.        | 「もう一度だけ」(Try Me Again)                    | リンダ・ロンシュタット アンドリュー・ゴールド  | 3:59  |
| 4.        | 「クレイジー」(Crazy)                             | ウィリー・ネルソン                             | 3:58  |
| 5.        | 「ダウン・ソー・ロウ」(Down So Low)               | トレイシー・ネルソン                           | 4:08  |
| 6.        | 「誰か私のそばに」(Someone to Lay Down Beside Me) | カーラ・ボノフ                                 | 4:28  |
| 合計時間: | 合計時間:                                         | 合計時間:                                      | 21:32 |

## パーソネル
- リンダ・ロンシュタット – リード・ボーカル、バッキング・ボーカル(2, 3, 8, 12)、手拍子(4)
- アンドリュー・ゴールド – アコースティック・ピアノ(1, 6, 9, 11, 12)、オルガン(1, 3)、ARPストリング・アンサンブル(1, 3)、アコースティック・ギター(1, 3, 10)、フィンガーシンバル(1, 3)、バッキング・ボーカル(1, 2, 4, 7, 8)、エレクトリック・ピアノ(2, 8)、スレイベル(2)、手拍子(2)、エレクトリック・ギター（4、9）、ベース・ギター（5）、ハーモニー・ボーカル（5）、タンバリン（6）、リード・ギター（8） 、リズム・ギター（8）、カウベル（8）、クラビネット（12）
- クラレンス・マクドナルド –アコースティック・ピアノ（10）
- ダン・ダグモア – エレクトリック・ギター（1、2、11、12）、スティール・ギター（5、8、9、10）
- ワディ・ワクテル – エレクトリック・ギター（3、4、6）、アコースティック・ギター（5）、”レゲエ”リード・ギター（8）
- ケニー・エドワーズ – ベース・ギター（1-4、6、8-12）、バッキング・ボーカル（1、2、4、7）、マンドリン（2）、弦楽編曲（2）、アコースティック・ギター（5）、ハーモニーボーカル（5）
- マイク・ボッツ – ドラムス（1、2、4、8-12）
- ラス・カンケル – ドラムス（3、5、6）
- ピーター・アッシャー – 手拍子（2）、シェイカー（2、8）、タンバリン（2、3）、ウッドブロック（4）、カウベル（8 ）、バッキング・ボーカル（8）
- デビッド・キャンベル – 弦楽器編曲と指揮（1、2、6、9、12）
- チャールズ・ヴィール – コンサート・マスター（1、9、12）、バイオリン（2）、ヴィオラ（6）
- デニス・カルマジン – チェロ（1、6、9、12）
- ケン・ヤーケ–バイオリン（2）
- リチャード・フェーブ – コントラバス（6）
- ポール・ポリヴニク – ヴィオラ（6）
- カーラ・ボノフ – バッキング・ボーカル（3、12）
- ウェンディ・ウォルドマン – バッキング・ボーカル（3、12）
- ドン・ヘンリー – ハーモニーボーカル（6）
- ハーブ・ペダーセン – バッキング・ボーカル（8）
- パット・ヘンダーソン –　バッキング・ボーカル（9）、クワイヤ・ボーカル（11）
- ベッキー・ルイス – バッキング・ボーカル（9）、クワイヤ・ボーカル（11）
- シャーリー・マシューズ – バッキング・ボーカル（9）、クワイヤ・ボーカル（11）
- ジェラル・ドギャレット – クワイヤ・ボーカル（11）
- ジム・ギルストラップ – クワイヤ・ボーカル（11）
- ロン・ヒクラン – クワイヤ・ボーカル（11）
- クライディー・キング – クワイヤ・ボーカル（11）
- ビル・テッドフォード – クワイヤ・ボーカル（11）

### 製作
- ピーター・アッシャー – プロデューサー
- ヴァル・ギャレイ – 録音、ミキシング
- バーニー・グルンドマン – マスタリング
- A＆Mマスタリング・スタジオ（カリフォルニア州ハリウッド）にて収録。
- ジョン・コッシュ –カ バーデザイン
- イーサン・ラッセル – 写真

## 参照資料
1. ↑  Allmusic review
2. ↑  Christgau, Robert (1981). “Consumer Guide '70s: R”. Christgau's Record Guide: Rock Albums of the Seventies. Ticknor & Fields. ISBN 089919026X 2019年3月12日閲覧。
3. ↑  Rolling Stone review
4. ↑  Brackett, Nathan; Christian Hoard (2004). The Rolling Stone Album Guide. New York City, New York: Simon and Schuster. p. 701. ISBN 0-7432-0169-8
5. ↑  Stereo Review review
6. ↑  “Bio”. Linda Ronstadt.   Elektra. 2013年1月23日時点のオリジナルよりアーカイブ。2011年6月6日閲覧。